# Wunung
Wunung is een bestuurslaag in het regentschap Gunung Kidul van de provincie Jogjakarta, Indonesië. Wunung telt 3296 inwoners (volkstelling 2010).